# Día Internacional de Conservación del Ecosistema de Manglares
El Día Internacional de Conservación del Ecosistema de Manglares es una jornada que se celebra anualmente el 26 de julio desde 2016, fue promulgada por la UNESCO en 2015.

## Proclamación
El Día Internacional de Conservación del Ecosistema de Manglares fue propuesto a la Coferencia General de la UNESCO en 2015 por las organizaciones Ecologistas en Acción y la Red Manglar Internacional, siendo oficialmente promulgado el 6 de noviembre de ese mismo año.Este día tiene como finalidad destacar la relevancia ecológica y socioeconómica de los manglares, enfatizando la importancia de su conservación.

## Celebración
Se celebra anualmente el 26 de julio desde 2016 y esta fecha fue elegida en memoria del activista de Greepeace, Hayhow Daniel Nanoto, quien falleció en 1998 mientras defendía los manglares en Ecuador. Los manglares son vitales para la biodiversidad y actúan como barreras naturales contra fenómenos climáticos extremos, además de ser importantes sumideros de carbono.